# العلاقات الإيطالية البوليفية
العلاقات الإيطالية البوليفية هي العلاقات الثنائية التي تجمع بين إيطاليا وبوليفيا.

## مقارنة بين البلدين
هذه مقارنة عامة ومرجعية للدولتين:
| وجه المقارنة                                              | إيطاليا                                                  | بوليفيا                                          |
| --------------------------------------------------------- | -------------------------------------------------------- | ------------------------------------------------ |
| المساحة (كم2)                                             | 301.34 ألف                                               | 1.10 مليون                                       |
| عدد السكان (نسمة)                                         | 60.60 مليون                                              | 11.05 مليون                                      |
| الكثافة السكانية (ن./كم²)                                 | 201.1                                                    | 10.05                                            |
| العاصمة                                                   | روما، فلورنسا، تورينو                                    | سوكري، لاباز                                     |
| اللغة الرسمية                                             | اللغة الإيطالية                                          | اللغة الإسبانية، اللغة الأيمرية، كتشوا، غوارانية |
| العملة                                                    | يورو، ليرة إيطالية                                       | بوليفاريو بوليفي                                 |
| الناتج المحلي الإجمالي (بليون دولار)                      | 1.93 تريليون                                             | 37.51 مليار                                      |
| الناتج المحلي الإجمالي (تعادل القوة الشرائية) بليون دولار | 2.26 تريليون                                             | 74.58 مليار                                      |
| الناتج المحلي الإجمالي الاسمي للفرد دولار أمريكي          | 29.96 ألف                                                | 3.08 ألف                                         |
| الناتج المحلي الإجمالي للفرد دولار أمريكي                 | 35.46 ألف                                                | 6.63 ألف                                         |
| مؤشر التنمية البشرية                                      | 0.873                                                    | 0.662                                            |
| رمز المكالمات الدولي                                      | +39                                                      | +591                                             |
| رمز الإنترنت                                              | .it                                                      | .bo                                              |
| المنطقة الزمنية                                           | توقيت وسط أوروبا، ت ع م+01:00، ت ع م+02:00، أوروبا/روما ‏ | 00                                               |

## مدن متوأمة
في ما يلي قائمة باتفاقيات التوأمة بين مدن إيطالية وبوليفية:
- ترتبط بيرغامو مع كوتشابامبا باتفاقية توأمة منذ 1989.
- ترتبط روما مع Achacachi Municipality [الإنجليزية]‏ باتفاقية توأمة منذ 1956.
- ترتبط بولسانو مع لاباز باتفاقية توأمة.

## منظمات دولية مشتركة
يشترك البلدان في عضوية مجموعة من المنظمات الدولية، منها:
| علم المنظمة | اسم المنظمة                        | تاريخ انضمام إيطاليا | تاريخ انضمام بوليفيا |
| ----------- | ---------------------------------- | -------------------- | -------------------- |
|             | الاتحاد البريدي العالمي            | ?                    | ?                    |
|             | مؤسسة التنمية الدولية              | 24 سبتمبر 1960       | 21 يونيو 1961        |
|             | منظمة حظر الأسلحة الكيميائية       | ?                    | ?                    |
|             | منظمة التجارة العالمية             | 1995                 | 12 سبتمبر 1995       |
|             | الأمم المتحدة                      | 14 ديسمبر 1955       | 14 نوفمبر 1945       |
|             | وكالة ضمان الاستثمار متعدد الأطراف | 29 أبريل 1988        | 3 أكتوبر 1991        |
|             | منظمة الشرطة الجنائية الدولية      | ?                    | ?                    |
|             | مؤسسة التمويل الدولية              | 27 ديسمبر 1956       | 20 يوليو 1956        |
|             | الاتحاد الدولي للاتصالات           | 1866                 | 1 يونيو 1907         |
|             | البنك الدولي للإنشاء والتعمير      | 27 مارس 1947         | 27 ديسمبر 1945       |
|             | يونسكو                             | ?                    | 13 نوفمبر 1946       |

## أعلام
هذه قائمة لبعض الشخصيات التي تربطها علاقات بالبلدين:
- جيرمان بوش (سياسي بوليفي، 23 أبريل 1904 – 23 أغسطس 1939[19])
- داميان ليزيو (لاعب كرة قدم أرجنتيني، 30 يونيو 1989[20] – )
- هيلاريون دزه (سياسي بوليفي، 14 يناير 1840 – 27 فبراير 1894)

## وصلات خارجية
- موقع وزارة الخارجية الإيطالية
- موقع وزارة الخارجية البوليفية